# Coppa UDEAC 1988
La Coppa UDEAC 1988 (1988 UDEAC Cup) fu la quinta edizione della Coppa UDEAC, competizione calcistica per nazione organizzata dalla UNIFFAC. La competizione si svolse in Camerun dal 30 novembre al 8 dicembre 1988 e vide la partecipazione di sei squadre: Camerun, Ciad, Congo-Brazzaville, Gabon, Guinea Equatoriale e Rep. Centrafricana.

## Formula
- Qualificazioni

Nessuna fase di qualificazione. Le squadre sono qualificate direttamente alla fase finale.
- Fase finale

Fase a gruppi - 6 squadre, divise in due gruppi da tre squadre. Giocano partite di sola andata, le prime due classificate si qualificano per la fase a eliminazione diretta.
Fase a eliminazione diretta - 4 squadre, giocano partite di sola andata. La vincente si laurea campione UDEAC.

## Squadre partecipanti
| Pr. | Squadra            | Data di qualificazione certa | Partecipante in quanto | Partecipazioni precedenti al torneo | Ultima presenza |
| --- | ------------------ | ---------------------------- | ---------------------- | ----------------------------------- | --------------- |
| 1   | Camerun            | -                            | Qualificata di diritto | 4 (1984, 1985, 1986, 1987)          | Ciad 1987       |
| 2   | Ciad               | -                            | Qualificata di diritto | 4 (1984, 1985, 1986, 1987)          | Ciad 1987       |
| 3   | Congo-Brazzaville  | -                            | Qualificata di diritto | 4 (1984, 1985, 1986, 1987)          | Ciad 1987       |
| 4   | Gabon              | -                            | Qualificata di diritto | 4 (1984, 1985, 1986, 1987)          | Ciad 1987       |
| 5   | Guinea Equatoriale | -                            | Qualificata di diritto | 4 (1984, 1985, 1986, 1987)          | Ciad 1987       |
| 6   | Rep. Centrafricana | -                            | Qualificata di diritto | 4 (1984, 1985, 1986, 1987)          | Ciad 1987       |

Nella sezione "partecipazioni precedenti al torneo", le date in grassetto indicano che la nazione ha vinto quella edizione del torneo, mentre le date in corsivo indicano la nazione ospitante.

## Fase finale

### Fase a gruppi

#### Gruppo A

##### Classifica
| Pos | Squadra            | P.ti | G | V | N | P | GF | GS | DR |
| --- | ------------------ | ---- | - | - | - | - | -- | -- | -- |
| 1   | Gabon              | 3    | 2 | 1 | 1 | 0 | 3  | 0  | +3 |
| 2   | Camerun            | 3    | 2 | 1 | 1 | 0 | 2  | 1  | +1 |
| 3   | Guinea Equatoriale | 0    | 2 | 0 | 0 | 2 | 1  | 5  | -4 |

##### Risultati
| 30 novembre 1988 | Camerun | 0 – 0 | Gabon |  |

| 2 dicembre 1988 | Camerun | 2 – 1 | Guinea Equatoriale |  |

| 4 dicembre 1988 | Gabon | 3 – 1 | Guinea Equatoriale |  |

#### Gruppo B

##### Classifica
| Pos | Squadra            | P.ti | G | V | N | P | GF | GS | DR |
| --- | ------------------ | ---- | - | - | - | - | -- | -- | -- |
| 1   | Congo-Brazzaville  | 4    | 2 | 2 | 0 | 0 | 3  | 1  | +2 |
| 2   | Rep. Centrafricana | 2    | 2 | 1 | 0 | 1 | 2  | 2  | 0  |
| 3   | Ciad               | 0    | 2 | 0 | 0 | 2 | 2  | 4  | -2 |

##### Risultati
| 30 novembre 1988 | Congo-Brazzaville | 2 – 1 | Ciad |  |

| 2 dicembre 1988 | Rep. Centrafricana | 2 – 1 | Ciad |  |

| 4 dicembre 1988 | Congo-Brazzaville | 1 – 0 | Rep. Centrafricana |  |

### Fase a eliminazione diretta

#### Tabellone
|  | Semifinali         | Semifinali         | Semifinali |       |         | Finale             | Finale             | Finale          |  |
|  |                    |                    |            |       |         |                    |                    |                 |  |
|  | Camerun            | Camerun            | 2          |       |         |                    |                    |                 |  |
|  | Camerun            | Camerun            | 2          |       |         |                    |                    |                 |  |
|  | Congo-Brazzaville  | Congo-Brazzaville  | 0          |       |         |                    |                    |                 |  |
|  | Congo-Brazzaville  | Congo-Brazzaville  | 0          |       | Camerun | Camerun            | 0                  |                 |  |
|  |                    |                    |            |       | Camerun | Camerun            | 0                  |                 |  |
|  |                    |                    | Gabon      | Gabon | 1       |                    |                    |                 |  |
|  | Gabon              | Gabon              | Gabon      | Gabon | 1       | 0 (4)              |                    |                 |  |
|  | Gabon              | Gabon              |            |       |         | 0 (4)              |                    |                 |  |
|  | Rep. Centrafricana | Rep. Centrafricana | 0 (3)      |       |         | Finale 3º posto    | Finale 3º posto    | Finale 3º posto |  |
|  | Rep. Centrafricana | Rep. Centrafricana | 0 (3)      |       |         |                    |                    |                 |  |
|  |                    |                    |            |       |         |                    |                    |                 |  |
|  |                    |                    |            |       |         | Congo-Brazzaville  | Congo-Brazzaville  | 3               |  |
|  |                    |                    |            |       |         | Congo-Brazzaville  | Congo-Brazzaville  | 3               |  |
|  |                    |                    |            |       |         | Rep. Centrafricana | Rep. Centrafricana | 0               |  |

#### Semifinali
| 6 dicembre 1988 | Camerun | 2 – 0 | Congo-Brazzaville |  |

| 6 dicembre 1988                              | Gabon                | 0 – 0 | Rep. Centrafricana |  |
| \| \| \| \| \| \| Tiri di rigore 4 – 3 \| \| |                      |       |                    |  |
|                                              |                      |       |                    |  |
|                                              | Tiri di rigore 4 – 3 |       |                    |  |

#### Finale 3º posto
| 8 dicembre 1988 | Congo-Brazzaville | 3 – 0 | Rep. Centrafricana |  |

#### Finale
| 8 dicembre 1988 | Camerun | 0 – 1 | Gabon |  |